# Björn Lugthart
Björn Duncan Lugthart (Voorburg, 5 februari 1980) is een Nederlandse bestuurder en partijloos politicus. Sinds 17 januari 2022 is hij burgemeester van Pijnacker-Nootdorp.

## Achtergrond
Lugthart groeide op in Rijswijk. Hij voltooide het vwo en studeerde enkele jaren psychologie in Leiden. Na zijn studie werkte hij als manager bij Randstad Groep Nederland/Tempo Team, waar hij tevens voorzitter was van de ondernemingsraad.

## Politieke carrière
Hij begon zijn bestuurlijke carrière in 2010 met zijn aantreden in de gemeenteraad van de gemeente Rijswijk als raadslid en fractievoorzitter voor de lokale afdeling van de Socialistische Partij (SP). Na de gemeenteraadsverkiezingen van 2014 behaalde de SP 2 zetels werd Lugthart wethouder in een college met Gemeentebelangen Rijswijk, D66, VVD en GroenLinks. Als wethouder had hij Sociale Zaken, Zorg en Volksgezondheid in zijn portefeuille. Speerpunten van zijn beleid waren de armoedebestrijding, de bevordering van een gezonde levensstijl en arbeidsmarktbeleid. In 2016 ontstond een conflict met de landelijke SP over het beschikbaar stellen van zijn persoonlijke belastingaangifte aan de partij. Dit leidde ertoe dat Lugthart in november 2016 uit de SP werd gezet. Met de steun van de lokale fractie en de voltallige gemeenteraad is hij echter aangebleven als wethouder in het Rijswijkse college. De SP heeft mede op basis van dit conflict haar afdrachtsregeling aangepast.
In 2017 was Lugthart medeoprichter van de lokale Rijswijkse politieke beweging Wij. Rijswijk. Bij de gemeenteraadsverkiezingen van 2018 won deze partij in de voorlopige uitslag 4 zetels, maar na een hertelling bleken dit er 3 te zijn, waarmee de partij als grootste nieuwkomer in de Rijswijkse gemeenteraad toetrad. Lugthart werd opnieuw wethouder, ditmaal in een nieuw college met GroenLinks, VVD en D66, met in zijn portefeuille Mobiliteit, Dienstverlening & Ondernemerschap, Gezondheid en Organisatie. In februari 2019 viel het college over de energievisie. Datzelfde jaar werd  een nieuw college gevormd met de partijen Beter voor Rijswijk, D66, Wij. Rijswijk, CDA en Gemeentebelangen Rijswijk. In dit college heeft Lugthart de portefeuille Mobiliteit, Dienstverlening, Sport & Gezondheid en Organisatie en is daarnaast eerste locoburgemeester. Zijn speerpunten zijn verkeersveiligheid, excellente dienstverlening en het bevorderen van een gezonde levensstijl. Tevens is hij voorzitter van de GGD Haaglanden en lid van de landelijke bestuurlijke adviescommissie Publieke Gezondheid.

## Burgemeester van Pijnacker-Nootdorp
Lugthart werd op 20 september 2021 door de gemeenteraad van Pijnacker-Nootdorp voorgedragen als nieuwe burgemeester als opvolger van Francisca Ravestein. Op 19 november van dat jaar werd bekend dat de minister van Binnenlandse Zaken en Koninkrijkrelaties de voordracht heeft overgenomen zodat hij met ingang van 17 januari 2022 bij koninklijk besluit benoemd kon worden. Op die dag vond ook de installatie plaats.

## Persoonlijke levenssfeer
Lugthart is vrijgezel. In zijn vrije tijd fietst en tennist hij. Hij speelt ook padel, dat is een mix van tennis en squash.